# A. Schulman
Das US-amerikanische Aktienunternehmen A. Schulman mit Firmensitz in Fairlawn, Ohio, ist ein Unternehmen im Bereich der Compoundierung von Kunststoffen. 
Das Unternehmen bietet technische Kunststoffcompounds, Farbkonzentrate und Kunststoffzusätze und Kunststoffpulver für einen breiten Anwendungsbereich in der Kunststoffverarbeitung. 
Ziel der Compoundierung ist für technische Werkstoffanforderungen eine Lösung durch ein passendes Werkstoffdesign zu finden. Hauptabnehmer von Compounds sind die Automobil- und Verpackungsindustrie, wobei die Werkstoffe auch in vielen anderen Produkten Verwendung finden. Das Unternehmen beschäftigt weltweit ca. 4.900 Mitarbeiter (Stand: 2017) und besitzt weltweit 38 Produktionsstandorte, davon einen im rheinländischen Kerpen.

## Unternehmensgeschichte
Das Unternehmen wurde 1928 von Alex Schulman gegründet, 1929 folgte die Eröffnung des ersten Werks am Ort des heutigen Firmensitzes in Akron, Ohio. Ebenso wie in der 1935 eröffneten Produktionsstätte in East St. Louis, Illinois, wurden zunächst Bauteile aus Kautschuk für die im Wachstum begriffene Automobilindustrie gefertigt.
Nach dem Zweiten Weltkrieg wurden thermoplastische Kunststoffe mit in das Produktsortiment aufgenommen und erste Handelsniederlassungen in Europa eingerichtet. Es folgten die Gründungen der Produktionsstätten in Bellevue, Ohio, (Gründung 1955) zur Mischungsherstellung von PVC und zur Herstellung von ABS-, PP-, PE- und PS-Compounds und Orange, Texas (Gründung 1959). Das erste europäische Werk wurde 1963 im belgischen Bornem gebaut. Die erste Produktionsstätte in Deutschland folgte 1973 in Kerpen.
Im Februar 2018 kündigte die ebenfalls im Kunststoffsektor ansässige LyondellBasell (Houston / Texas) an, 100 % der Aktien des Unternehmens zu übernehmen. Im Juni 2018 wurde dieser Übernahme im Rahmen einer außerordentlichen Hauptversammlung durch die Aktionäre Zustimmung erteilt.

## Gegründete und erworbene Produktionsstandorte
- Akron, Ohio, USA (1929)
- East St. Louis, Illinois (1935)
- Bellevue, Ohio (1935)
- Orange, Texas (1959)
- Bornem, Belgien (1963)
- St. Thomas, Ontario, Kanada (1973)
- Kerpen, Rheinland (1973)
- Givet, Frankreich (1990)
- San Luis Potosí, Mexiko (1995)
- Indonesien (1996)
- Gorla Maggiore, Italien (2000)
- Dongguan, Volksrepublik China (2004)
- Hamburg, Deutschland (2015)
- ’s-Gravendeel, Niederlande (2015)